# Hansen (cratère)
Pour les articles homonymes, voir Hansen.
Hansen est un cratère d'impact lunaire situé sur de la face visible de la Lune au sud-est de la Mare Crisium. Il se situe au sud du cratère Alhazen et au nord-est du cratère Condorcet. La paroi extérieure du cratère Condorcet est tranchante, avec un léger renflement vers l'extérieur dans la partie sud-ouest. Une crête centrale en forme de pic est visible au centre du cratère.
En 1935, l'Union astronomique internationale lui a attribué le nom de Hansen en l'honneur de l'astronome germano-danois Peter Andreas Hansen.

## Cratères satellites

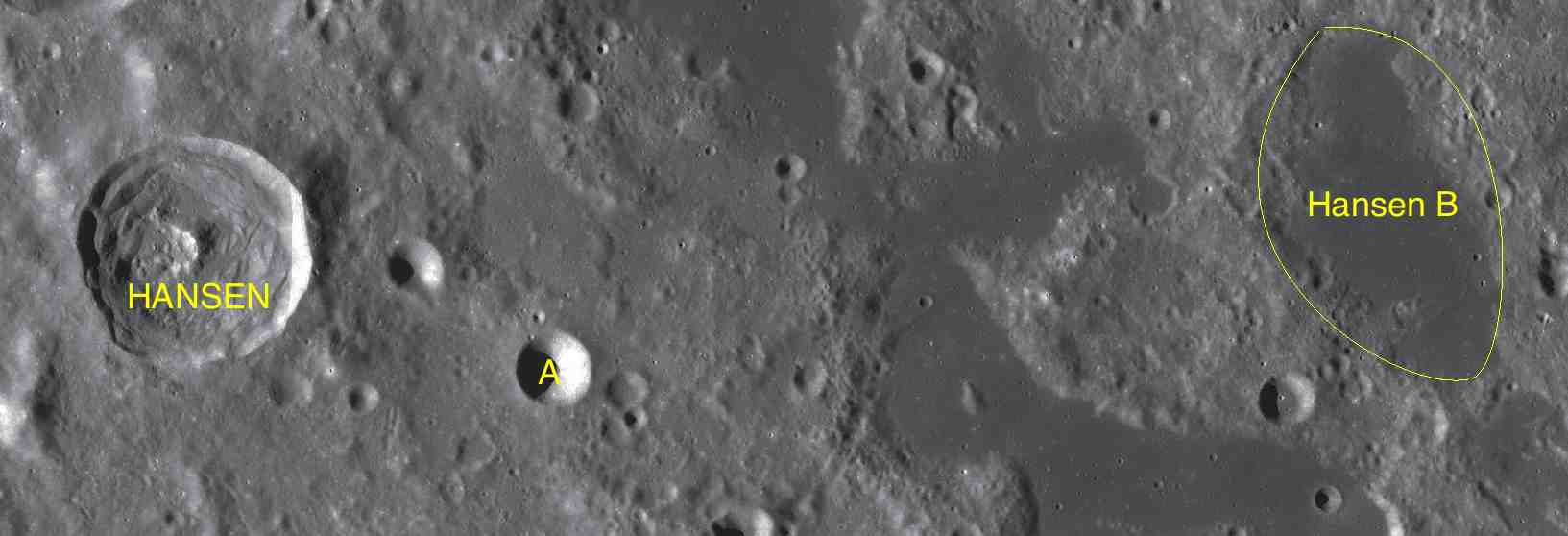
Carte des cratères satellites de Hansen.

Par convention, les cratères satellites sont identifiés sur les cartes lunaires en plaçant la lettre sur le côté du point central du cratère qui est le plus proche de Hansen.
| Hansen | Latitude | Longitude | Diamètre |
| ------ | -------- | --------- | -------- |
| A      | 13.3° N  | 74.3° E   | 13 km    |
| B      | 14.3° N  | 79.9° E   | 80 km    |